# Austrian Medical Students’ Association
Die AMSA (Abk. für Austrian Medical Students’ Association) ist ein parteipolitisch unabhängiger Verein von und für Medizinstudierende in Österreich in den Städten Graz, Innsbruck, Krems, Linz, Salzburg und Wien. Der Verein besteht seit 1997, zuvor war die AMSA ein Projekt der Österreichischen Hochschülerschaft (ÖH).
Die AMSA versteht sich als Plattform für medizinische Projekte und Initiativen, wie zum Beispiel den Famulatur- und Forschungsaustausch, das Projekt achtung°liebe oder das Teddybärkrankenhaus. Ziele des Vereins sind die Förderung von Medizinstudenten sowie deren Projekte und eine Verbesserung der Gesundheitssituation national und international (Public Health).
International ist die AMSA über ihre Dachverbände, die IFMSA (International Federation of Medical Students’ Associations) und europaweit über die EMSA (European Medical Students’ Association) organisiert.

## Struktur
Die AMSA ist wie die IFMSA in sechs Arbeitsbereiche (engl. Standing Committees) gegliedert:

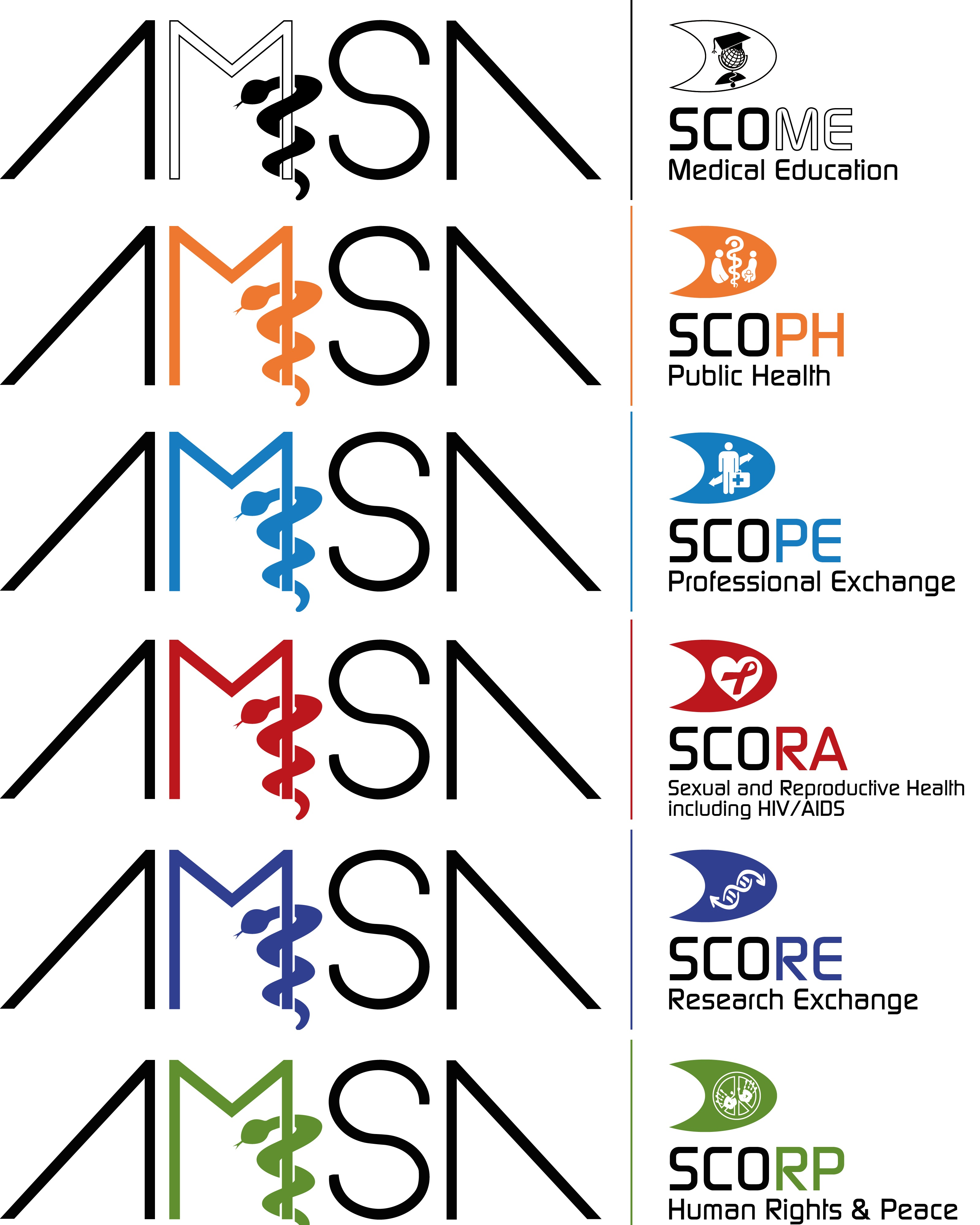
Die aktuellen Standing Committees (Abteilungen) der AMSA

- Famulaturaustausch (SCOPE – Standing Committee on Professional Exchange)

- Forschungsaustausch (SCORE – Standing Committee on Research Exchange)
- Public Health (SCOPH – Standing Committee on Public Health)
- Reproductive Health (SCORA – Standing Committee on Reproductive Health including AIDS)
- Menschenrechte und Frieden (SCORP – Standing Committee on human Rights and Peace)
- Medical Education (SCOME – Standing Committee on Medical Education)

## Generalversammlung
Zweimal im Jahr findet die nationale Generalversammlung als höchstes Entscheidungsorgan statt. Sie wird jedes Mal von einem anderen Local Committee (Graz, Innsbruck, Salzburg, Wien) in Österreich ausgerichtet. Im Zuge der Generalversammlung werden nationale Entscheidungen getroffen und von den Vereinsmitgliedern besprochen und abgestimmt, sowie die Posten des erweiterten Vorstandes gewählt. Die Agenda der Generalversammlungen umfasst typischerweise Trainings für die Mitglieder, die Plenary, in derer Entscheidungen getroffen werden, Soziale Events, diverse Themenevents, sowie das Teambuilding und den Austausch zwischen den einzelnen Standing Committees und Local Committees.
Ebenfalls zweimal im Jahr nimmt die AMSA an der General Assembly (GA) der IFMSA teil. Jede GA findet in einem anderen Land statt. In den GAs werden Vereinbarungen zwischen den NGOs (non-government organisations) der diversen Ländern abgeschlossen. Auch hier finden Trainings, und zwar im internationalen Rahmen, statt. Erfahrungsaustausch zwischen den NGOs, sowie Socializing sollen die Zusammenarbeit zwischen den NGOs fördern.
Die letzte nationale Generalversammlung fand im März 2024 in Wien statt. Die letzten General Assemblies fanden im August 2023 in Indien, im März 2024 in Ecuador und im August 2024 in Finnland statt.

## Vorstand (EB)
Die AMSA wird von einem Vorstand geleitet, der sich aus folgenden Positionen bildet:
- Präsident
- Vize-Präsident für Finanzen (VPF)
- Vize-Präsident für Externes (VPE)
- Vize-Präsident für Mitglieder (VPM)
- Vize-Präsident für Internationales (VPI)
- Vize-Präsident für Aktivitäten (VPA)
- Vize-Präsident für Austausch (VPX)
- Vize-Präsident für Public Relations and Communication (VPPRC)

Der Vorstand wird durch weitere Posten unterstützt. Diese bilden dann den erweiterten Vorstand (EEB).
- National Trainings Director
- Alumni Coordinator
- National Coordinator achtung°liebe
- National Officers der Standing Committees
- Local Presidents

## Projekte
Die verschiedenen Standing Committees der AMSA organisieren diverse Projekte österreichweit. Zum Beispiel sind hier die Summer/Winter school Stolzalpe, SRT (Sub regional training) im November 2016, sowie Wehwechen-Workshop und Teddybärenkrankenhaus zu nennen.
Weitere Projekte und die Teilnahme / Unterstützung der AMSA sind auf der Homepage www.amsa.at zu finden.